# Eurydice clymeneia
Eurydice clymeneia är en kräftdjursart som beskrevs av Théodore Monod 1926. Eurydice clymeneia ingår i släktet Eurydice och familjen Cirolanidae. Inga underarter finns listade i Catalogue of Life.